# Still Sucks
Still Sucks (стилизовано как STILLSUCKS; с англ. — «Всё ещё отстой») — шестой студийный альбом американской ню-метал-группы Limp Bizkit, выпущенный на лейбле Suretone Records 31 октября 2021 года. Новая песня «Dad Vibes» впервые прозвучала в конце выступления в Lollapalooza 2 августа 2021 года и официально выпущена как ведущий сингл с альбома 30 сентября 2021 года, ознаменовав их первый совершенно новый материал, выпущенный за семь лет.
1 ноября 2013 года группа выпустила третий сингл «Thieves», кавер-версию песни индастриал метал-группы Ministry. Четвёртый сингл «Endless Slaughter» был выпущен 1 августа 2014 года на их веб-сайте и для бесплатной загрузки. После многочисленных задержек, релиз альбома намечался на начало 2014 года. Группа официально покинула Cash Money Records 26 октября 2014 года, сказав об этом следующее: «Хотя нам было очень весело записывать песню „Ready to Go“ с Лилом Уэйном, мы решили, что лейбл идëт по другому творческому пути, но мы по-прежнему уважаем всех в Cash Money и с нетерпением ждём выпуск альбома Stampede of the Disco Elephants».
На протяжении нескольких лет альбом находился в длительной разработке, дата выхода была неизвестна. В июле 2017 года фронтмен группы Фред Дёрст заявил в Инстаграме, что альбом уже полтора года доступен на Soulseek. Однако гитарист Уэс Борланд сказал три месяца спустя, что Дёрст всё ещё работает над альбомом в одиночку. В ноябре 2018 года Борланд подтвердил, что группа начала работать над альбомом. Все четыре песни, которые были выпущены в качестве синглов в период с 2012 по 2014 год, не были включены в трек-лист альбома. Общая длительность Still Sucks составляет почти 32 минуты, что является самым коротким студийным альбомом, который когда-либо выпускала группа. По состоянию на ноябрь 2021 года, Still Sucks доступен только на цифровых платформах (Spotify, Apple Music и т.д.); по неизвестным причинам физические релизы не были доступны.

## Предыстория
После выпуска Gold Cobra в 2011 году и последующих туров, Limp Bizkit покинули свой давний лейбл Interscope Records в декабре того же года из-за творческих разногласий и плохих продаж альбома. 24 февраля Limp Bizkit подписали контракт с Cash Money Records и объявили о планах выпустить новый сингл «Ready to Go», шестой альбом и продолжение мини-альбома 2005 года The Unquestionable Truth (Part 1).
По состоянию на 2020 год альбом ещё не был выпущен, в декабре 2015 года ходили слухи, что Дёрст, возможно, не желал выпускать альбом, потому что не был доволен записями. В феврале 2016 года сайт Metal Injection сообщил, что группа всё ещё была в студии, записывая новый альбом.

## Запись и композиция
Группа начала работать над альбомом в 2012 году, когда они подписали контракт с Cash Money. Сингл «Ready to Go» был спродюсирован хип-хоп-продюсером Полоу да Доном. Дёрст тогда говорил Billboard, что он вносил последние штрихи в треке в марте 2013 года.
В положительном обзоре песни Artistdirect говорилось: «Ready to Go» — это ощущение, что группа восстановилась спустя много времени. В то же время, это Limp Bizkit, который мир знает и любит по альбомам Significant Other и Chocolate Starfish and the Hot Dog Flavored Water.
Уэс Борланд объяснил название альбома: "[Это] просто из-за глупости. Мы видели где-то в витрине магазина слона с диско-шаром. Говорили: «Смотри, это диско-слон. Мы должны назвать наш альбом Stampede of Disco Elephants.» Это был всего лишь 10-секундный разговор."
В интервью 2018 года с фронтменом Bring Me The Horizon Оливером Сайксом выяснилось, что он и Джордан Фиш (клавишник и продюсер группы вместе с Оливером) первоначально отправились в Лос-Анджелес, чтобы помочь записать альбом с Фредом годом ранее. Запись была, в конечном итоге, прервана. По словам Оли, Фред «не появлялся большую часть времени» и чувствовал, что ещё не готов записать альбом. Некоторые из риффов, записанных на сессиях, были включены в песню Bring Me The Horizon Wonderful Life из их альбома Amo 2019 года.

## Релиз
Альбом был впервые анонсирован в начале 2012 года, с намерением выпустить его к концу того же года. Альбом претерпел много задержек с момента его анонса в 2012 году, и к 2016 году альбом в длительной разработке. Во время интервью с подкастом «Someone Who Isn’t Me», которое состоялось в сентябре 2016 года, гитарист Уэс Борланд заявил, что не уверен в идеях Фреда Дёрста для альбома, хотя первоначально планировалось записать альбом в духе альбома Paul’s Boutique группы Beastie Boys, Борланд уточнил, что Дёрст работал «время от времени» над вокалом для альбома, но не был удовлетворён результатом. В то время как Борланд предпочёл бы «сделать что-нибудь и просто записать», метод Дёрста состоит в том, чтобы «продолжать работать над записью, пока он не доволен ею, даже если это займёт годы и годы», и выразил неуверенность относительно того, когда альбом будет выпущен. 21 июля 2017 года Дёрст заявил в интервью, что он тайно выпустил альбом через онлайн полтора года назад, но это «[работа фанатов], чтобы найти его». Тем не менее, Борланд сказал в октябре 2017 года, что ему неизвестно о статусе альбома, он записал «28 или 29 песен», над которыми Дёрст работал вдали от других участников, прежде чем Борланд должен был микшировать конечный продукт.

## Продвижение
Уэс Борланд заявил в 2013 году, что альбом будет готов к августу, и группа надеется, что дата релиза состоится в сентябре. Однако в июле 2013 года Дёрст заявил на мероприятии Reddit «Ask Me Anything», что альбом будет выпущен в первой половине 2014 года, но с тех пор альбом был отложен на неопределенный срок.
Первый официальный сингл альбома «Ready to Go» с участием Лила Уэйна был выпущен в марте 2013 года для бесплатного скачивания на limpbizkit.com, а 16 апреля — в качестве цифрового сингла в iTunes и Amazon. Видеоклип, снятый Дёрстом, был выпущен 22 июля. 20 августа 2013 года Limp Bizkit разместили на своей странице в Facebook, что в ближайшее время ожидается второй сингл. Вскоре было подтверждено, что он будет выпущен 1 ноября 2013 года. Вторым синглом оказался «Thieves»; кавер песни группы Ministry, группа исполняла её на Вудстоке в 1999 году и на многих своих концертах с 1997 года, но до сих пор не выпустили студийную версию. Месяц спустя, 11 декабря, ранее просочившийся трек «Lightz» был официально выпущен в качестве промосингла вместе с сопровождающим видеоклипом. Это было «подароком» от группы для своих поклонников.
Через официальный пост в Facebook 30 мая 2014 года был подтвержден следующий сингл «Endless Slaughter». Называя его первым «впечатлением» от их нового альбома, трек будет выпущен на кассетах только во время концертов, и группа поощряет потенциальных слушателей вкладывать деньги в «BOOM BOX для удовольствия от прослушивания». С тех пор сингл был выпущен для бесплатного скачивания на их веб-сайте и также на песню был снят видеоклип. Limp Bizkit отправились в европейское турне с 24 июня по 4 июля 2014 года, после чего пройдут 2 визита в США и, наконец, завершатся 16 ноября на втором ежегодном фестивале Knotfest в Макухари Мессе, Токио (Япония), где Limp Bizkit выступали вместе с основателями фестиваля, Slipknot, давними коллегами Korn и другими хэви-метал коллективами, такими как Lamb of God, Five Finger Death Punch, Trivium и In Flames.

## Отзывы критиков
Still Sucks получил в целом благоприятные отзывы от музыкальных критиков, средневзвешенная оценка на агрегаторе рецензий Metacritic — 73/100.
Loudwire назвал Still Sucks одним из лучших метал-альбомов 2021 года.

## Список композиций
| №                   | Название                        | Длительность |
| ------------------- | ------------------------------- | ------------ |
| 1.                  | «Out of Style»                  | 3:22         |
| 2.                  | «Dirty Rotten Bizkit»           | 3:01         |
| 3.                  | «Dad Vibes»                     | 2:12         |
| 4.                  | «Turn It Up, Bitch»             | 2:20         |
| 5.                  | «Don’t Change (кавер INXS)»     | 2:55         |
| 6.                  | «You Bring Out the Worst in Me» | 3:12         |
| 7.                  | «Love the Hate»                 | 1:56         |
| 8.                  | «Barnacle»                      | 1:55         |
| 9.                  | «Empty Hole»                    | 1:52         |
| 10.                 | «Pill Popper»                   | 2:24         |
| 11.                 | «Snacky Poo»                    | 4:11         |
| 12.                 | «Goodbye»                       | 2:35         |
| Общая длительность: | Общая длительность:             | 31:55        |

## Участники записи
Limp Bizkit
- Фред Дёрст — вокал
- Уэс Борланд — гитара
- Сэм Риверс — бас
- Джон Отто — барабаны
- DJ Lethal — семпл, программирование

производство
- Закк Червини — продюсер
- Detail — производство
- Шон Пейн — производство
- Уэс Борланд — дизайн обложки, художественное руководство, иллюстрация[39]

## Чарты
| Чарт (2021)                                   | Высшая позиция |
| --------------------------------------------- | -------------- |
| Австралия (ARIA)                              | 35             |
| Австрия (Ö3 Austria)                          | 29             |
| Бельгия/Фландрия (Ultratop)                   | 150            |
| Бельгия/Валлония (Ultratop)                   | 184            |
| Германия (Offizielle Top 100)                 | 54             |
| Япония (Billboard Japan)                      | 37             |
| Швейцария (Schweizer Hitparade)               | 35             |
| Великобритания (UK Albums Chart)              | 79             |
| Великобритания (UK Independent Albums Chart)  | 17             |
| Великобритания (UK Rock & Metal Albums Chart) | 14             |
| США (Billboard 200)                           | 155            |
| США (Billboard Independent Albums)            | 17             |
| США (Billboard Top Alternative Albums)        | 16             |
| США (Billboard Top Hard Rock Albums)          | 7              |
| США (Billboard Top Rock Albums)               | 26             |